# Gymnasium Lindlar
Das Gymnasium Lindlar ist ein Gymnasium in der Gemeinde Lindlar. Es werden 582 Schüler unterrichtet (Stand 2022).

## Geschichte
Das Gymnasium Lindlar wurde 1998 nach Bemühungen seitens der Lindlarer Bürger und Politiker eingerichtet. Zunächst wurden die Klassen im Lindlarer Schulzentrum untergebracht, später in der ehemaligen Katholischen Grundschule Lindlar. 2005 wurde eine neue Dreifachturnhalle fertiggestellt. Im Jahr 2007 wurde ein Neubau für die Förderschule Lindlar fertiggestellt, welche bis zu diesem Zeitpunkt noch beim Gymnasium untergebracht war.
Im Juni 2007 erreichten mit der bestandenen Reifeprüfung die ersten Lindlarer Abiturienten ihren Abschluss.

## Unterricht

### Unterrichtete Fächer
Als Leistungskurse werden Deutsch, Englisch, Französisch, Mathematik, Physik, Biologie, Geschichte und Sozialwissenschaften angeboten. Des Weiteren wird Deutsch, Englisch, Mathematik, Französisch, Italienisch, Biologie, Chemie, Physik, Geschichte, Sozialwissenschaften, Kunst, Musik, Literatur, Erdkunde, Religion und Philosophie unterrichtet.

#### Informatik
Das Gymnasium-Lindlar verfügt über drei Informatik-Räume. In der eigenen Bibliothek stehen weitere vier Rechner für Recherchen bereit. Von jedem Rechner können sich Schüler und Lehrer mit eigenen Benutzerkonten in das Netzwerk einloggen.

### Arbeitsgemeinschaften
Das Lindlarer Gymnasium verfügt über eine Vielzahl an Arbeitsgemeinschaften (AGs), die am Nachmittag stattfinden. Neben verschiedenen Sportangeboten wird das Projekte Streitschlichtung angeboten. Ferner wird den Schülern auch angeboten, das Cambridge First Certificate in English oder DELF zu erwerben. Im Sommer 2006 gewann die Schülerzeitung „Durchblick“ bei ihrer ersten Teilnahme überhaupt den Deutschen Schülerzeitungspreis.

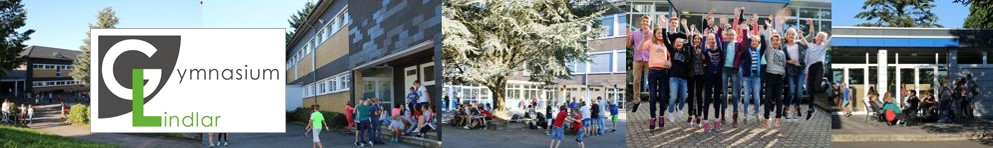
Gymnasium Lindlar